# Esteban Ocon
Esteban Ocon (Évreux, 17 de setembre de 1996) és un pilot francès que ha format part del programa de desenvolupament de joves pilots de l'equip Lotus de Fórmula 1 i que ha debutat al GP de Bèlgica del 2016 de la Fórmula 1 amb l'escuderia Manor Racing.

## Trajectòria
Ocon va iniciar-se en el kàrting el 2006 i hi va romandre fins al 2011. El 2012, Ocon va fer el salt als monoplaces com a pilot de la Fórmula Renault 2.0 Eurocup amb l'equip Koiranen Motorsport. Va acabar catorzè en el campionat amb 4 curses en els punt amb un podi inclòs a la cursa 2 del circuit de Paul Ricard a França. També va participar en la 2.0 Alps amb Koiranen, on va acabar setè amb 2 podis en les dues curses del Red Bull Ring.
El 2013, va canviar-se amb l'equip ART Junior Team on va aconseguir tres podis. El primer va ser a la primera cursa del campionat al Circuit de Motorland Aragon. Ocon era un dels favorits a endur-se el campionat, ja que havia estat gairebé tota la pre-temporada liderant els temps. Les victòries les va aconseguir a la segona cursa del Paul Ricard, i a la segona i última del campionat al Circuit de Barcelona-Catalunya.
Ocon el 2014 inicià la temporada amb Prema Powerteam a la Fórmula 3. Tot i que ja va debutar al Gran Premi de Macau amb el mateix equip on va acabar desè.
A la temporada 2016 ha debutat a la F1.

## Rècords esportius
Resum de la trajectòria:
| Temporada | Categoria                    | Equip                      | Curses | Victòries | Poles | VRàpides | Podis | Punts | Posició |
| --------- | ---------------------------- | -------------------------- | ------ | --------- | ----- | -------- | ----- | ----- | ------- |
| 2012      | Eurocup Formula Renault 2.0  | Koiranen Motorsport        | 14     | 0         | 0     | 0        | 1     | 31    | 14è     |
| 2012      | Formula Renault 2.0 Alps     | Koiranen Motorsport        | 9      | 0         | 0     | 1        | 2     | 69    | 7è      |
| 2013      | Eurocup Formula Renault 2.0  | ART Junior Team            | 14     | 2         | 1     | 1        | 5     | 159   | 3è      |
| 2013      | Formula Renault 2.0 NEC      | ART Junior Team            | 8      | 1         | 0     | 1        | 3     | 122   | 12è     |
| 2013      | Formula 3 Macau GP           | Prema Powerteam            | 2      | 0         | 0     | 0        | 0     | N/A   | 10è     |
| 2014      | Formula 3                    | Prema Powerteam            | 33     | 9         | 15    | 7        | 21    | 478   | 1r      |
| 2014      | Formula Renault 3.5 Series   | Comtec Racing              | 4      | 0         | 0     | 0        | 0     | 2     | 23è     |
| 2015      | Formula Renault 2.0 Alps     | ART Grand Prix             | 18     | 1         | 3     | 5        | 14    | 253   | 1r      |
| 2016      | Deutsche Tourenwagen Masters | Mercedes-Benz DTM Team ART | 10     | 0         | 0     | 0        | 0     | 2     | 26è     |
| 2016      | Formula 1                    | Manor Racing MRT           | 8      | 0         | 0     | 0        | 0     | 0     | 23è     |
| 2017      | Formula 1                    | Sahara Force India F1 Team | 20     | 0         | 0     | 0        | 0     | 87    | 8è      |
| 2018      | Formula 1                    | Sahara Force India F1 Team | 21     | 0         | 0     | 0        | 0     | 49    | 12è     |
| 2023      | Formula 1                    | BWT Alpine F1 Team         | 10     | 0         | 0     | 0        | 0     | 31*   | 10è*    |